# Tarbaca
Tarbaca è un distretto della Costa Rica facente parte del cantone di Aserrí, nella provincia di San José.